# Jan Krist (kanovník)
Jan Krist (24. dubna 1920 Milotice – 15. srpna 2015 Zlín) byl český katolický kněz a kanovník Metropolitní kapituly u sv. Václava v Olomouci.

## Životopis
Narodil se do početné rolnické rodiny v Miloticích. Studoval na Klvaňově gymnáziu v Kyjově, kde v roce 1938 odmaturoval. Poté absolvoval Pedagogickou akademii v Brně. Jako učitel pak působil v rodných Miloticích a ve Ždánicích, odkud byl poslán na nucené práce do Rakouska. Při nuceném nasazení v něm uzrálo rozhodnutí stát se knězem.

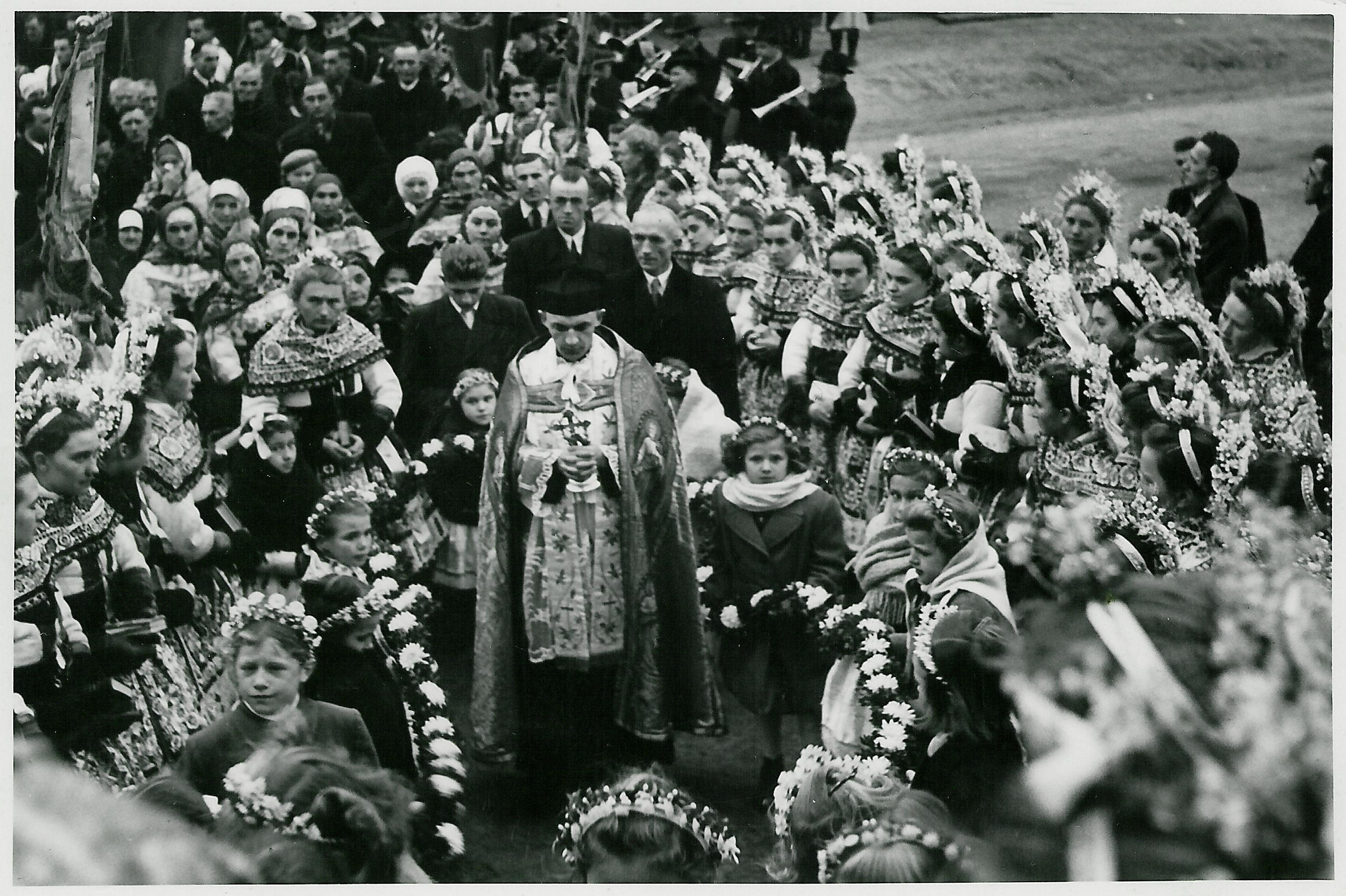
Primice P. Jana Krista v prosinci 1949 v Miloticích.

Po návratu do Československa vstoupil do Arcibiskupského kněžského semináře v Olomouci. Na kněze byl vysvěcen dříve, než řádně ukončil teologické studium, z obav církve před zákazem svěcení kněží komunistickým režimem. Ke svěcení došlo 11. prosince 1949 v Olomouci. V letech 1950–1953 pracoval ve vojenských praporech PTP, následně byl několik měsíců bez státního souhlasu k výkonu kněžského povolání.
Jeho prvním kněžským působištěm byl od 1. června 1954 Zlín (tehdejší Gottwaldov), kde přišel na místo kooperátora. Odtud byl v roce 1963 přesunut do Trnavy v okrese Zlín jako administrátor. V trnavské farnosti byl duchovním správcem až do 1. července 2005, kdy byl penzionován. V Trnavě však působil i nadále – v letech 2005–2011 jako emeritní farář a až do své smrti, jako kněz-důchodce.
Mezi lety 1971–1973 byl místoděkanem a v letech 1973–1985 děkanem gottwaldovského děkanátu. K 1. lednu 1975 se stal sídelním kanovníkem Metropolitní kapituly u sv. Václava v Olomouci, od 18. ledna 1994 byl kanovníkem emeritním. Byl také členem Kněžské rady olomoucké arcidiecéze (1990–1998) a členem Sboru konzultorů (1990–1993).
Pohřben byl v Trnavě 24. srpna 2015 olomouckým světícím biskupem Josefem Hrdličkou. Ke konci života byl nejstarším knězem olomoucké arcidiecéze.